# Sonia Rincón Chanona
Sonia Rincón Chanona (Tuxtla Gutiérrez, Chiapas, 10 de noviembre de 1952) es una maestra, sindicalista y política mexicana, miembro actual del partido Movimiento Regeneración Nacional (Morena). Ha sido en cuatro ocasiones diputada federal, además de haber hecho una dilatada carrera en el Sindicato Nacional de Trabajadores de la Educación.

## Biografía
Es profesora de Educación Primaria egresada del Instituto de Ciencias y Artes de Chiapas. Desde 1971 hasta 1980 ejerció como maestra de grupo en escuelas primarias del estado de Chiapas, en localidades como Arriaga, Copainalá y Acala. De 1979 a 1982 cursó la licenciatura en Ciencias Naturales por la Escuela Normal Superior de Chiapas. De 1979 a 1985 fungió como directora escolar. De 1994 a 1995 fue secretaria de Educación en el gobierno de Chiapas encabezado por Eduardo Robledo Rincón
Fue miembro del Partido Revolucionario Institucional (PRI) de 1970 a 2006. En el comité estatal del PRI en Chiapas fungió como secretaria de Acción y Gestión Social de 1997 a 1998, y secretaria de Organización de 1998 a 1999. En 1998 fue además secretaria de la Mujer migrante del Organismo Nacional de Mujeres del PRI. De 2000 a 2001 fue presidenta estatal del PRI en Chiapas, y de 2002 a 2005 presidenta de la Fundación Chiapaneca Colosio A.C.
En 2003 fue elegida por primera ocasión diputada federal por la vía de la representación proporcional a la LIX Legislatura que concluyó en 2006. En ella fue secretaria de la comisión de Desarrollo Social; e integrante de las comisiones de Educación Pública y Servicios educativos; y, de Fomento Cooperativo y Economía Social.
En 2006 renunció a la militancia en el PRI y se unió al Partido Nueva Alianza (PANAL), fungiendo de ese año a 2007 como secretaria General de la Junta Ejecutiva Nacional. En 2007 fue elegida diputada a la LXIII Legislatura del Congreso del Estado de Chiapas; siendo en ella coordinadora del grupo parlamentario del PANAL; presidenta de la comisión de Atención a la Mujer y a la Niñez: y secretaria de comisión de Seguridad Social y vicepresidenta de la comisión de Derechos Humanos.
De 2012 a 2015 fue por segunda ocasión diputada federal plurinominal a la LXII Legislatura; en la Cámara de Diputados fue presidenta de la comisión para Conmemorar el Centenario del Natalicio de Octavio Paz; secretaria de la comisión de Cultura y Cinematografía; de Puntos Constitucionales; y, del Café; así como integrante de las comisiones del Centro de Estudios para el Desarrollo Rural Sustentable y la Soberanía Alimentaria; e Infraestructura; Para El Diálogo y la Conciliación para el estado de Chiapas; de Promoción de Desarrollo Regional; Para dar seguimiento a las investigaciones relacionadas con los hechos ocurridos en Iguala, Guerrero, a alumnos de la escuela normal rural de Ayotzinapa -Raúl Isidro Burgos-; y, de Seguridad Pública.
El 28 de marzo de 2016 fue nombrada secretaria de Educación de Chiapas por el gobernador Manuel Velasco Coello, permaneciendo en el cargo hasta el fin del gobierno de éste en 2018.
En 2021 dejó el PANAL y se unió a Morena, partido por el que fue elegida por tercera ocasión diputada federal plurinominal desde ese año y hasta 2024. Ha fungido en el LXV Legislatura como secretaria de la comisión de Presupuesto y Cuenta Pública; e integrante de la comisión de Educación; y de la de Seguridad Social.